# Baby Gate
Baby Gate је студијски албум италијанске певачице Мине, објављен 1974. године за издавачке куће PDU. Првобитно је продаван у пару са Mina® као двоструки албум.
Практично све песме на албуму су снимљене на енглеском језику, певачица је инспирисана америчком културом 1950-их година при стварању албума. Baby Gate је псеудоним који је Мина користила за снимање песама у раној каријери.

## Списак пјесама
| №  | Назив                             | Трајање |  |
| 1. | Bird Dog                          | 2:26    |  |
| 2. | Mr. Blue                          | 2:39    |  |
| 3. | I Only Have Eyes for You          | 3:13    |  |
| 4. | That's When Your Heartaches Begin | 3:40    |  |
| 5. | Amorevole                         | 5:20    |  |

| №  | Назив                    | Трајање |  |
| 1. | Don't                    | 3:00    |  |
| 2. | Flamingo                 | 3:04    |  |
| 3. | It's Only Make Believe   | 2:20    |  |
| 4. | I'm in the Mood for Love | 3:00    |  |
| 5. | To Be Loved              | 2:22    |  |
| 6. | Non so                   | 3:20    |  |

## Позиције на листама
| Листа (1975)              | Највиша позиција |
| ------------------------- | ---------------- |
| Италија (Musica e dischi) | 1                |